# Parapetalus occidentalis
Parapetalus occidentalis är en kräftdjursart som beskrevs av C. B. Wilson 1908. Parapetalus occidentalis ingår i släktet Parapetalus och familjen Caligidae. Inga underarter finns listade i Catalogue of Life.